# Slaget vid Ain Jalut
Slaget vid Ain Jalut ägde rum 3 september 1260 på Jezreelslätten i östra Galileen. Slaget stod mellan det mongoliska riket, som då stod på sin höjdpunkt, och arabernas mamluker. Mamlukerna segrade i slaget. Slaget ägde rum som en följd av de mongoliska räderna i Palestina.

## Händelser
Mamlukernas befälhavare Baibars hade gillrat en fälla; han hade gömt en del av sitt kavalleri bakom några kullar. Baibars var i förtruppen och ledde resten av soldaterna mot de mongoliska soldaterna men låtsades dra sig tillbaka och hade mongolerna bakom sig och när de passerade kullarna dök arabernas kavalleri upp bakom kullarna och tog mongolerna med överraskning. En annan anledning till att mongolerna förlorade var mamlukernas tunga kavalleri. Att mongolerna slogs tillbaka under detta slag innebar att expansionen åt väst avstannade.